# Prosecký hřbitov
Prosecký hřbitov se nachází v Praze 9 v městské čtvrti Prosek v ulici Čakovická 280. Byl založen jako náhrada za zrušený hřbitov u kostela svatého Václava. Dělí se na dvě části – starší severní a novější jižní. V té starší se nachází velký železný kříž s Kristem. V roce 1999 bylo na hřbitově evidováno 10045 pohřbených, 96 hrobek, 2294 hrobů, 480 urnových hrobů a 100 kolumbárních stránek. Roku 2010 byla dokončena celková rekonstrukce hřbitovních zdí.
Na podstavci s křížem je nápis: "Věnoval Bedřich rytíř Frey 28. 9. 1896". V nové části za zdí je hrob závodníka Václav Uhra, který tragicky zemřel na automobilových závodech na Masarykově okruhu v roce 1949. V jihovýchodní a jihozápadní části hřbitova se nacházejí dvě řady urnových hrobů.
Prosecký hřbitov spravuje příspěvková organizace Hřbitovy a pohřební služby hl. m. Prahy, Hřbitovní správa Ďáblice.

## Historie a popis
Nový prosecký hřbitov vznikl na konci 19. století, neboť kapacita stávajícího hřbitova u kostela svatého Václava již k pohřbívání nestačila. Hřbitov se nachází na ploše o výměře 3172 m², jehož vlastníkem je římskokatolická církev. Nenápadná prosecká nekropole skrývá několik zajímavých náhrobků:
- hrobka rodiny Jandovy (r.1920), která je ozdobena geometrickým urnovým nástavcem
- hrob správce cukrovaru Hugo Scherfa (r.1929) s reliéfem orantky[5] z kamenické dílny Blahomíra Podpěry z Kralup nad Vltavou
- pandánová[6] hrobka rodiny Brabcovy vytvořená dvojicí pískovcových stél s reliéfy k sobě směřujících smutečních vrb[7]

### Starý prosecký hřbitov
Starý hřbitov u kostela svatého Václava na Proseku byl založen podle legendy knížetem Boleslavem II. v 10. století. Hřbitov i kostel prošly v roce 1931 rozsáhlou rekonstrukcí, během níž byly zachovány jen nejvýznamnější hroby a zbytek hřbitova byl srovnán se zemí. Nachází se zde:
- hrob Františka Čupra (†1882), zakladatele prvního gymnázia na Praze 9 s výukou českého jazyka; hrob je tvořen komolím jehlanem s čtveřicí koulí a ozdobený oslavnou básní Vítězslava Hálka
- hrob Honoraty Zapové (†1856), básnířky a manželky Karla Vladislava Zapa, zakladatele Památek archeologických; její hrob je ozdoben stélou s dvojicí pilastrů a geometrickým dekorem
- hrobka rodiny libeňského starosty Jana Světa
- hrob rodiny Bedřicha rytíře Freye (†1901)

Výzdobu zdejších kamenných náhrobků zhotovil převážně sochař Postránecký z Mladé Boleslavi.

## Galerie

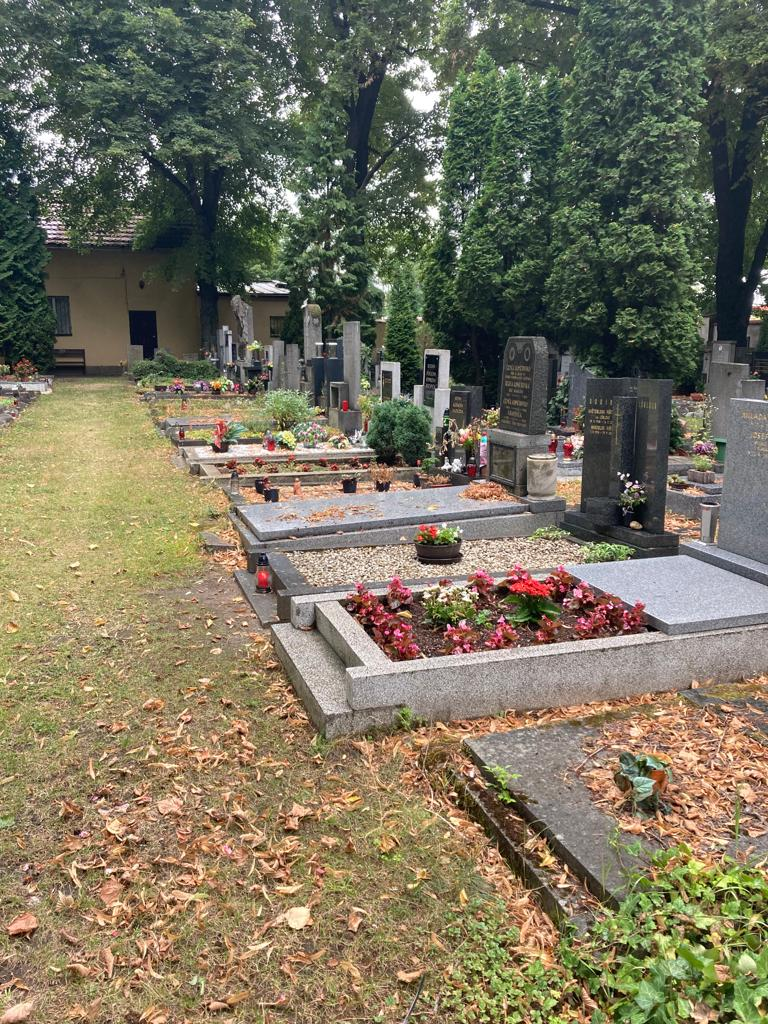
Prosecký hřbitov, ulička blízko vchodu
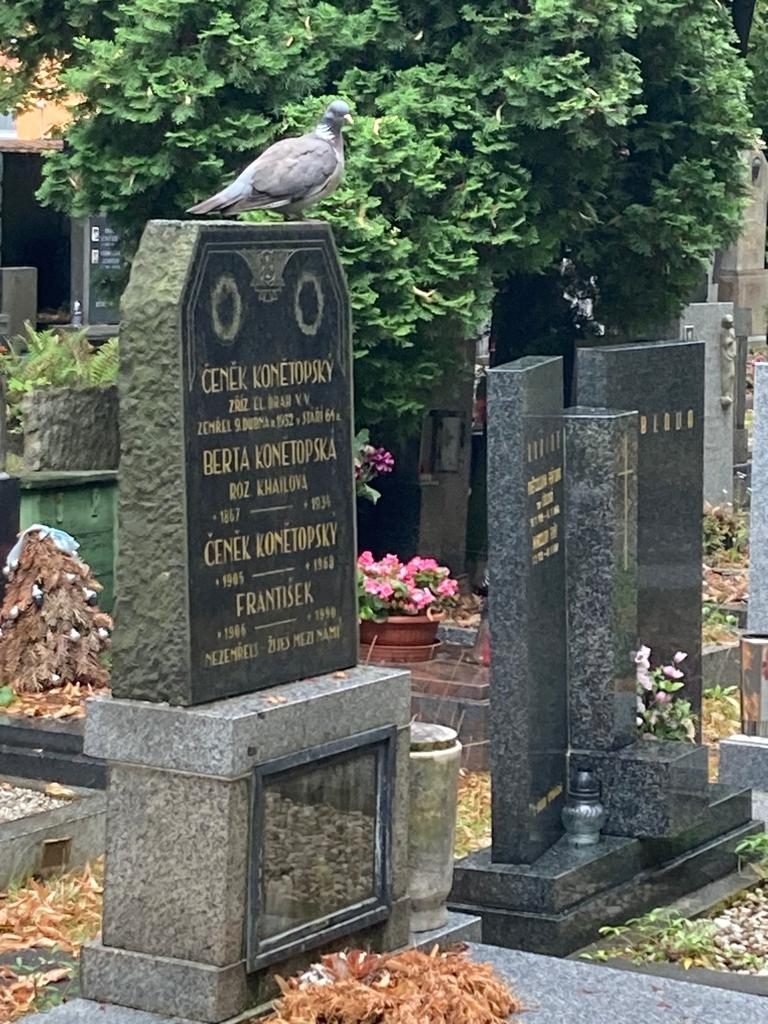
Prosecký hřbitov – mramorové náhrobky
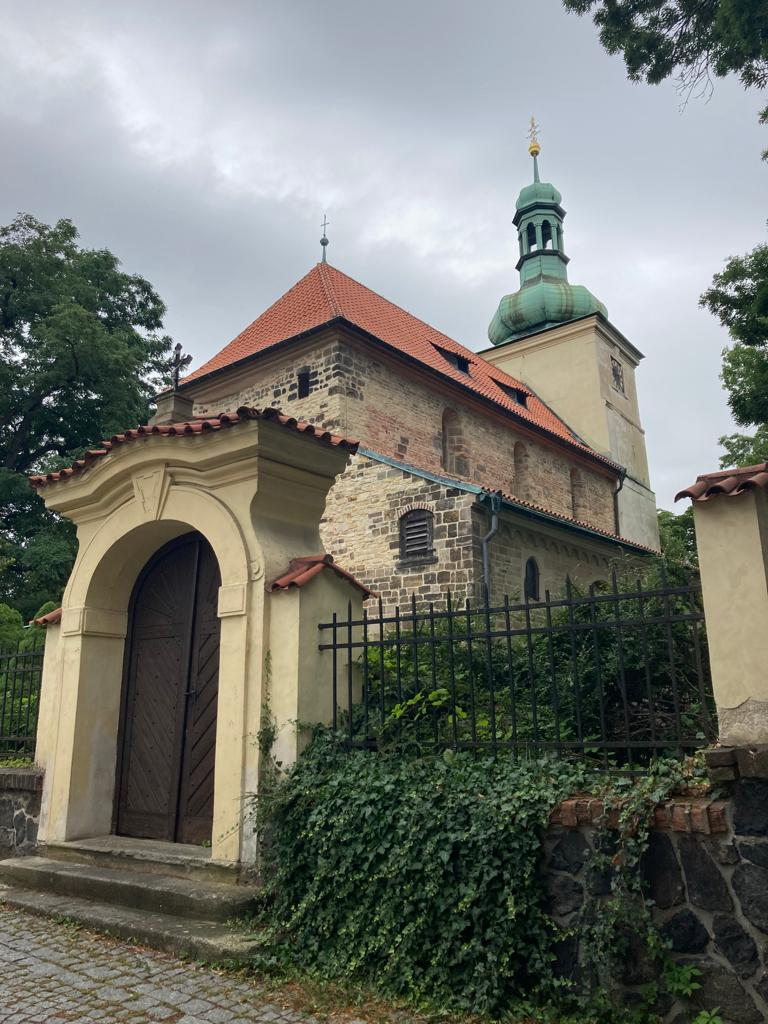
Starý prosecký hřbitov u kostela svatého Václava, zarostlý zeleným břečťanem
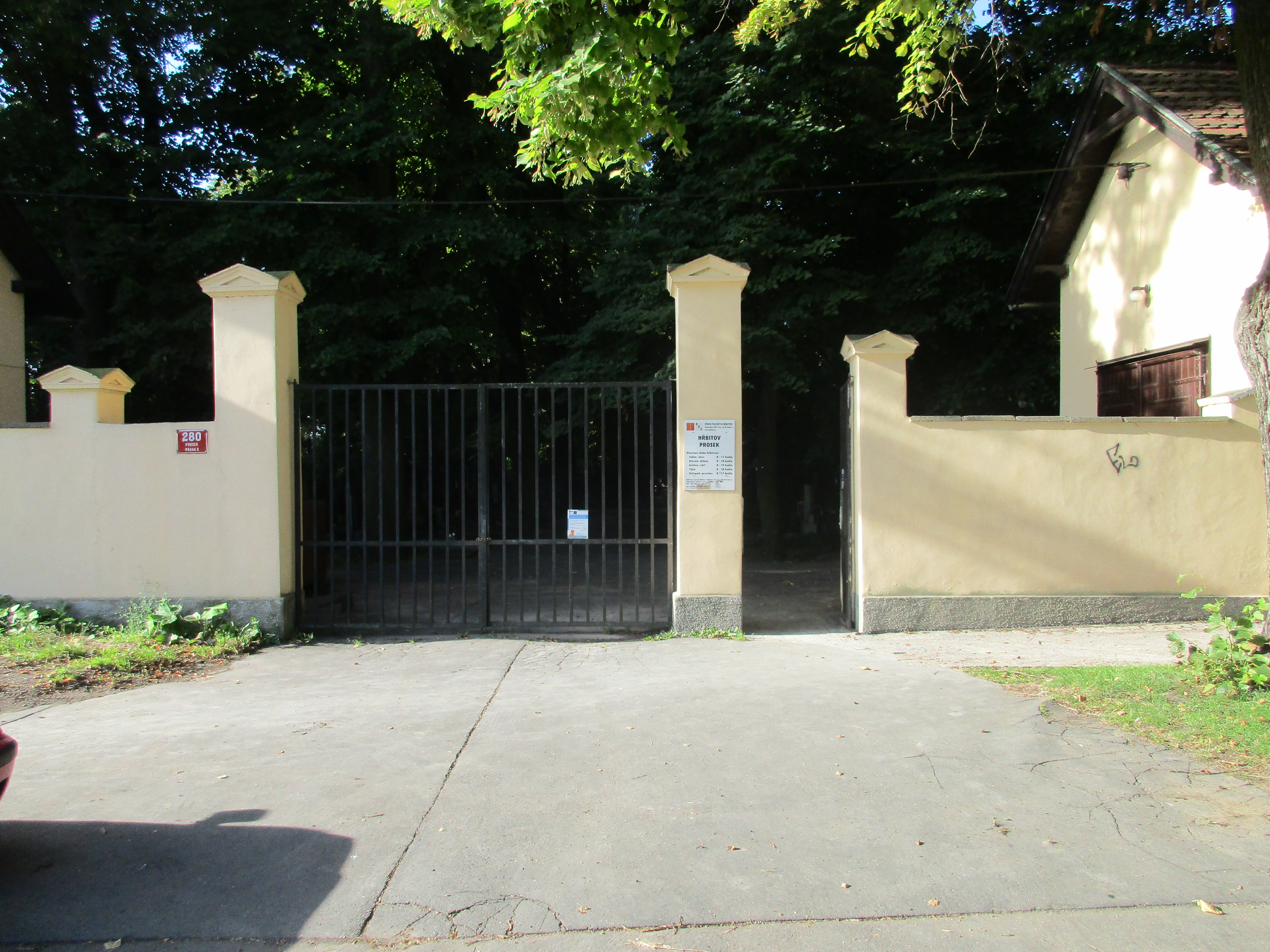
Hřbitov Prosek – vchod
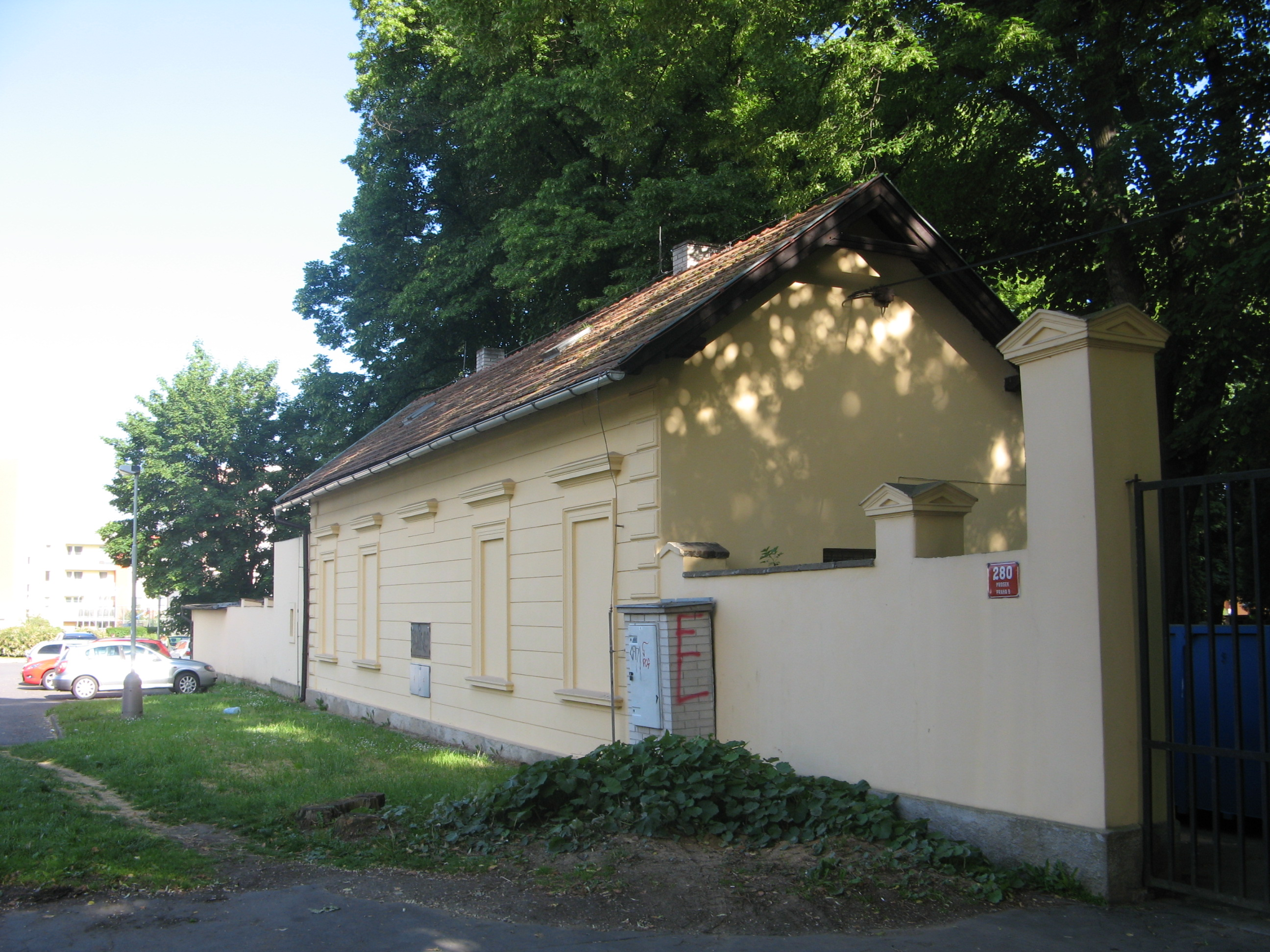
Prosecký hřbitov – vchod a márnice